# Francisco I. Madero, Mapastepec
Francisco I. Madero är en ort i Mexiko.   Den ligger i kommunen Mapastepec och delstaten Chiapas, i den sydöstra delen av landet, 800 km sydost om huvudstaden Mexico City. Francisco I. Madero ligger 11 meter över havet och antalet invånare är 213.
Terrängen runt Francisco I. Madero är mycket platt. Runt Francisco I. Madero är det ganska tätbefolkat, med 56 invånare per kvadratkilometer. Närmaste större samhälle är Mapastepec, 19,2 km norr om Francisco I. Madero. Omgivningarna runt Francisco I. Madero är en mosaik av jordbruksmark och naturlig växtlighet.